# Iris sinistra
Iris sinistra är en irisväxtart som beskrevs av Dmitrii Ivanovich Sosnowsky. Iris sinistra ingår i släktet irisar, och familjen irisväxter. Inga underarter finns listade i Catalogue of Life.